# كريثيديا دو دوفين 2016
كريثيديا دو دوفين 2016 (بالإنجليزية: 2016 Critérium du Dauphiné)‏ هو سباق دراجات هوائية، وهو الموسم رقم 68 من نفس السباق، وأقيم خلال الفترة 5 يونيو 2016، وحتى 12 يونيو 2016، وامتدّ لمسافة 1147.4 كيلومتر، وهو أحد سباقات طواف العالم للدراجات 2016، وهو من نوع سباق المرحلة، وقد شارك في السباق 176 متسابقاً ووصل إلى نهايته 134 متسابقاً.
فاز فيه بالمركز الأول كريس فروم، وبالمركز الثاني رومان بارديه، وبالمركز الثالث دانيال مارتن، والفريق الفائز في ترتيب الفرق سكاي 2016.

## الفرق
| فرق عالمية (18)- AG2R La Mondiale - أستانا - بي إم سي راسينغ - Cannondale - Dimension Data - Etixx-Quick Step - FDJ - Giant-Alpecin - IAM Cycling - Katusha - Lampre-Merida - Lotto-Soudal - Lotto NL-Jumbo - موفيستار - Orica-GreenEDGE - Sky - Tinkoff - Trek-Segafredo فرق قارية محترفة (4)- Bora-Argon 18 - Cofidis, Solutions Crédits - Direct Énergie - Wanty-Groupe Gobert |  |
| |  |

## المراحل
| قائمة المراحل | قائمة المراحل | قائمة المراحل                                | قائمة المراحل      | قائمة المراحل | قائمة المراحل       | قائمة المراحل    |
| المرحلة       | التاريخ       | الدورة                                       |                    | المسافة (كم)  | الفائز بالمرحلة     | القائد العام     |
| ------------- | ------------- | -------------------------------------------- | ------------------ | ------------- | ------------------- | ---------------- |
| Prologue      | 5 يونيو       | Les Gets ‏ – Les Gets ‏                        | ضد الساعة          | 3.9           | ألبيرتو كونتادور    | ألبيرتو كونتادور |
| 1             | 6 يونيو       | Cluses ‏ – سان-فولباس                         | مرحلة جبلية        | 186           | ناصر بوهاني         | ألبيرتو كونتادور |
| 2             | 7 يونيو       | Crêches-sur-Saône ‏ – Chalmazel-Jeansagnière ‏ | مرحلة جبلية متوسطة | 167.5         | خيسوس هييرادة       | ألبيرتو كونتادور |
| 3             | 8 يونيو       | Boën-sur-Lignon ‏ – Tournon-sur-Rhône ‏        | مرحلة جبلية        | 182           | فابيو آرو           | ألبيرتو كونتادور |
| 4             | 9 يونيو       | Tain-l'Hermitage ‏ – بيلي                     | مرحلة جبلية متوسطة | 176           | إيدفالد بواسون هاغن | ألبيرتو كونتادور |
| 5             | 10 يونيو      | La Ravoire ‏ – Vaujany ‏                       | مرحلة جبلية        | 140           | كريس فروم           | كريس فروم        |
| 6             | 11 يونيو      | La Rochette, Savoie ‏ – Méribel ‏              | مرحلة جبلية        | 141           | تيبو بينو           | كريس فروم        |
| 7             | 12 يونيو      | Le Pont-de-Claix ‏ – SuperDévoluy ‏            | مرحلة جبلية        | 151           | ستيف كامينغز        | كريس فروم        |

## التصنيف العام النهائي
| التصنيف العام | التصنيف العام    | التصنيف العام   | التصنيف العام    | التصنيف العام  |        |
| الدراج        | الدراج           | البلد           | الفريق           | الوقت          | السرعة |
| ------------- | ---------------- | --------------- | ---------------- | -------------- | ------ |
| 1.            | كريس فروم        | المملكة المتحدة | سكاي             | 29 س 59 د 31 ث |        |
| 2.            | رومان بارديه     | فرنسا           | أيه إل أم        | + 12 ث         |        |
| 3.            | دان مارتن        | جمهورية أيرلندا | Etixx-Quick Step | + 19 ث         |        |
| 4.            | ريتشي بورت       | أستراليا        | بي إم سي راسينغ  | + 21 ث         |        |
| 5.            | ألبيرتو كونتادور | إسبانيا         | Tinkoff          | + 35 ث         |        |
| 6.            | جوليان ألافيليب  | فرنسا           | Etixx-Quick Step | + 51 ث         |        |

## وصلات خارجية
- الموقع الرسمي
- كريثيديا دو دوفين 2016 على موقع إحصائيات الدراجات الإحترافية (الإنجليزية)